# Йоганн Непомук Ендер
Йоганн Непомук Ендер (нім. Johann Nepomuk Ender; 4 листопада 1793, Відень, — 16 березня 1854, там само) — австрійський художник.

## Життя і творчість
Й. Н. Ендер протягом декількох років вивчав живопис у віденській Академії образотворчих мистецтв. Вперше представив свою картину («Смерть Марка Аврелія») на виставці в Академії, і молодого художника преміювали. 1818 року угорський граф Іштваном Сечені запросив Ендера взяти участь у його подорожі Грецією та Італією. З цієї поїздки Ендер привіз безліч ескізів, що стали згодом основою для його художніх полотен. Під час перебування в Італії художник зумів познайомитися зі впливовими людьми, за допомоги яких він згодом отримав можливість навчатися в римський Академії Святого Луки.
1826 року Ендер повернувся до Австрії, жив у Відні і працював як вільний художник, перш за все як портретист. Однією з кращих робіт майстра вважається його «Розп'яття Христа», написане в 1850—52 роках для віденського собору Святого Стефана. Крім олійного живопису, Й. Е. Ендер цікавився також мідною гравюрою. Художниками були також брат-близнюк Йоганна, Томас Ендер і син Едуард.

## Галерея

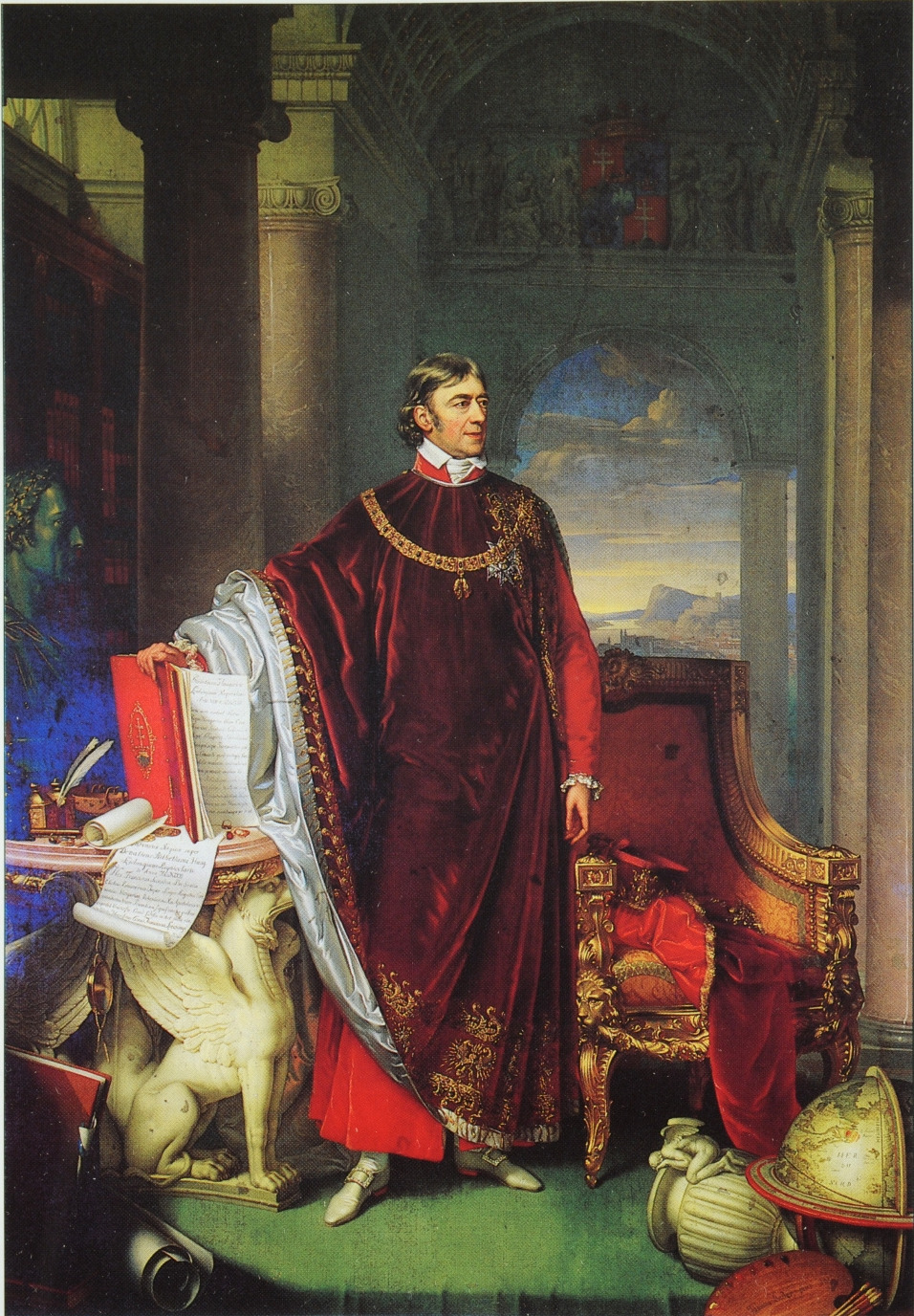
Портрет Ференца Сечені (1823)
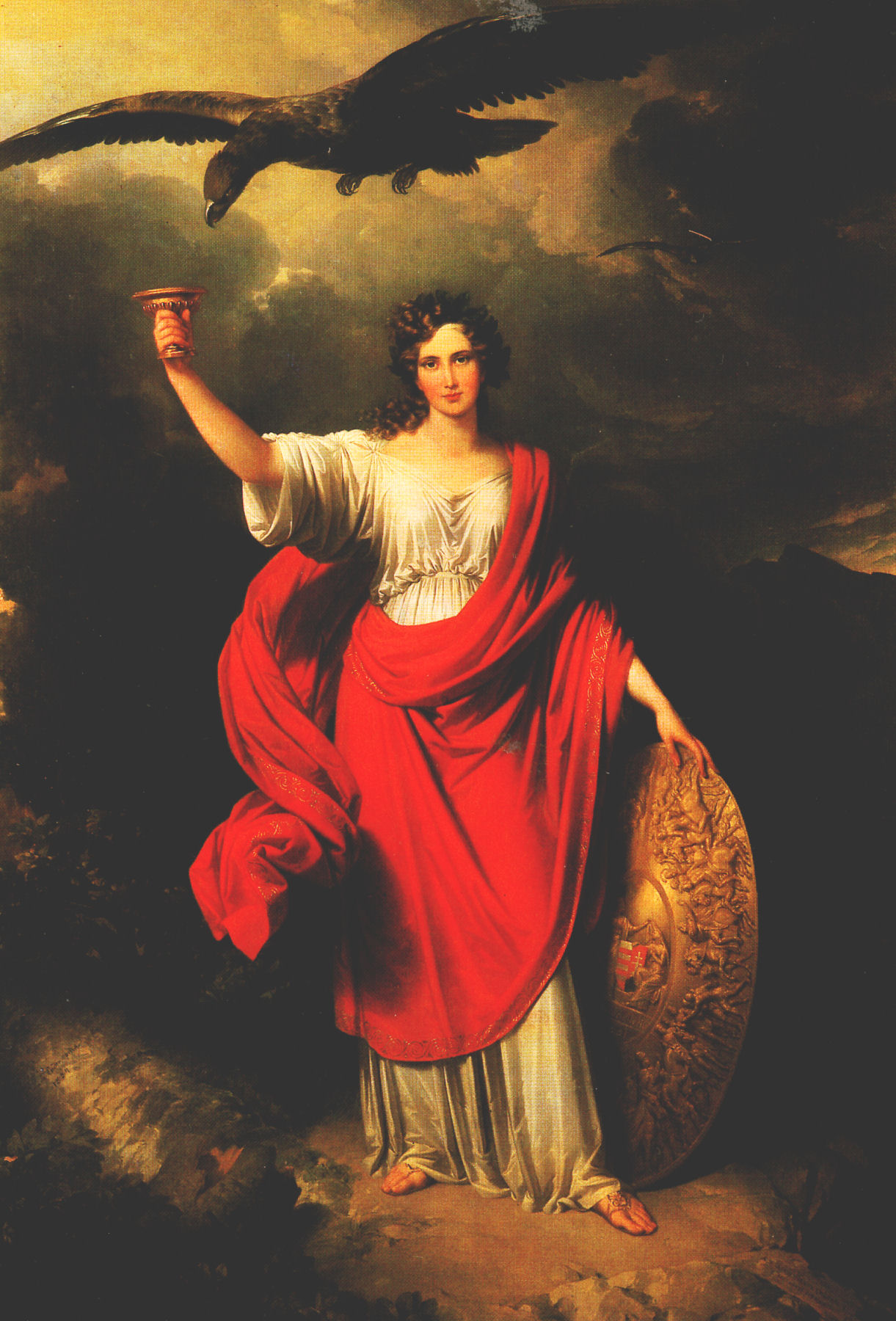
Крізь темряву — до світла (алегорія, 1831)
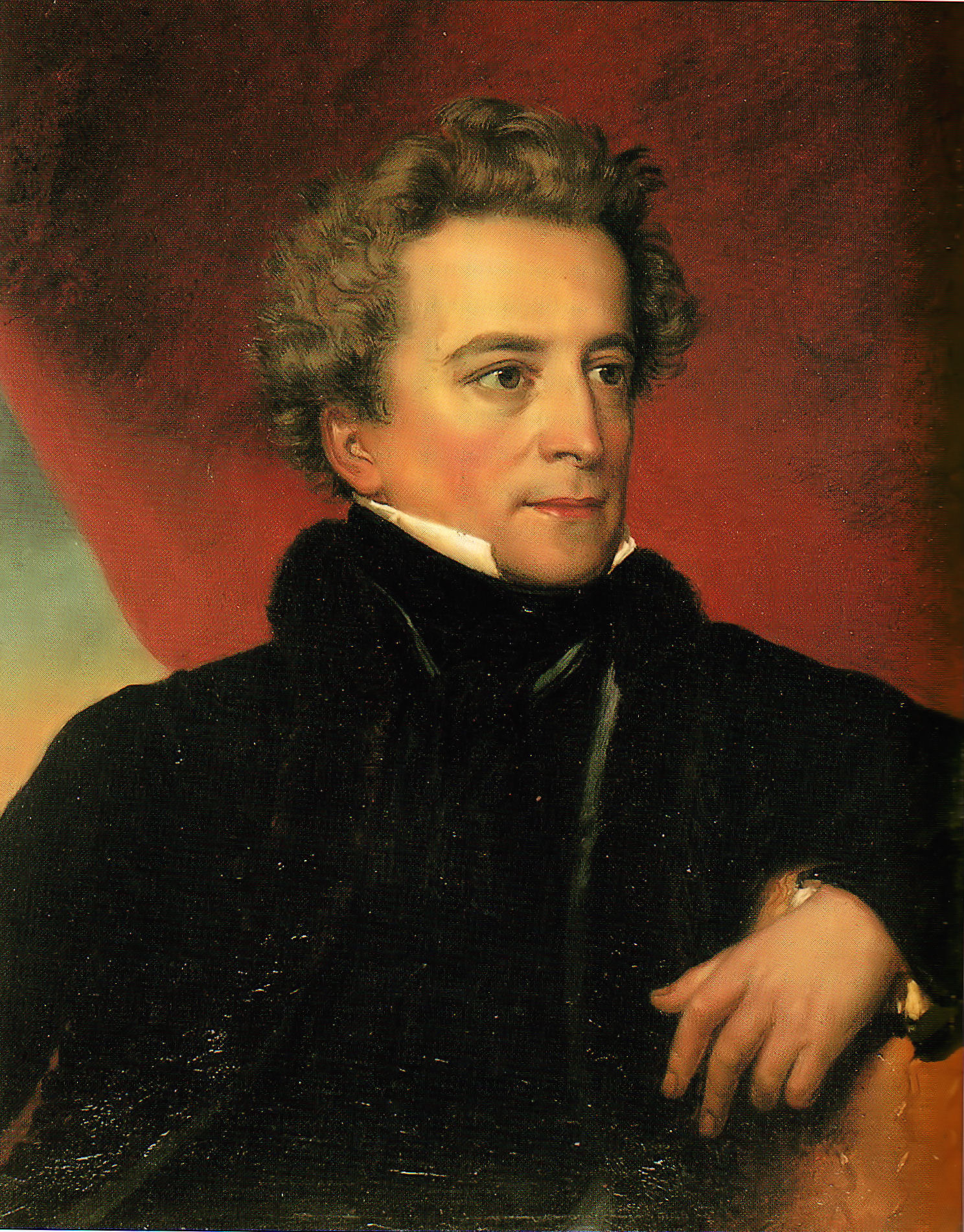
Портрет графа Йожефа Дешефі (бл. 1820)
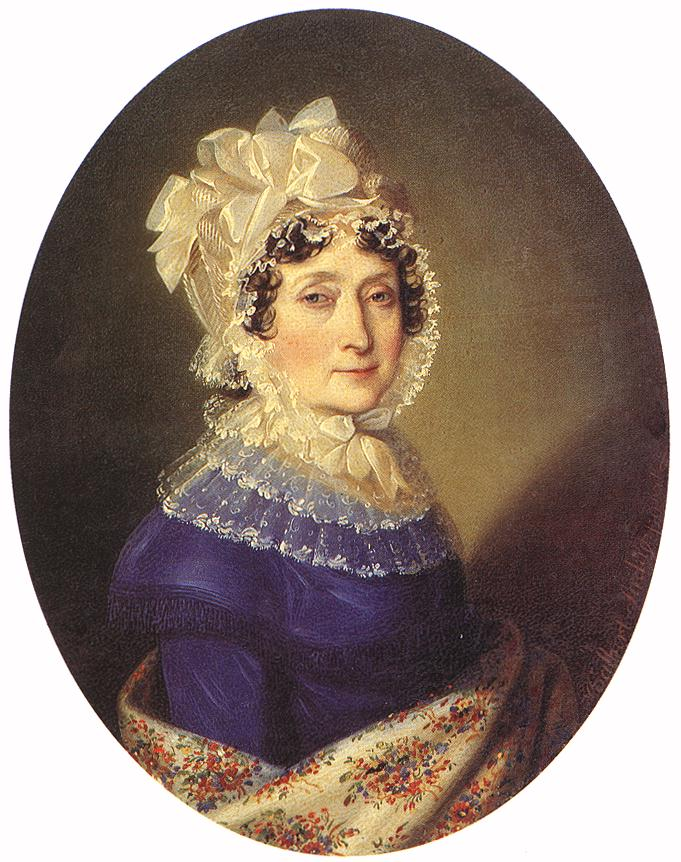
Портрет графині Юліани Сечені (1817)
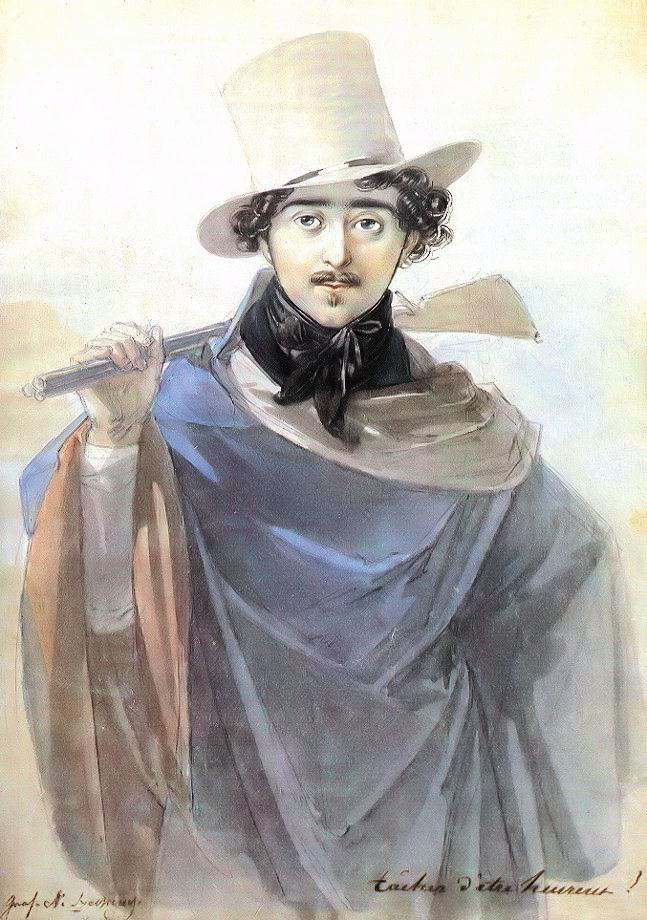
Портрет графа Іштвана Сечені (1818)
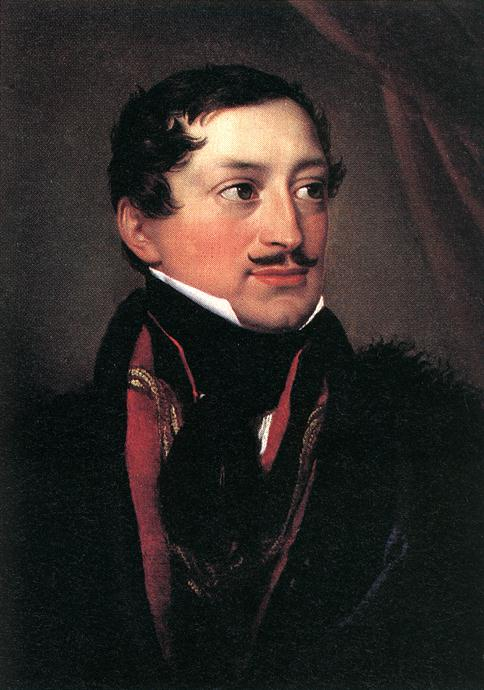
Портрет графа Міхая Естерхазі (бл. 1830)
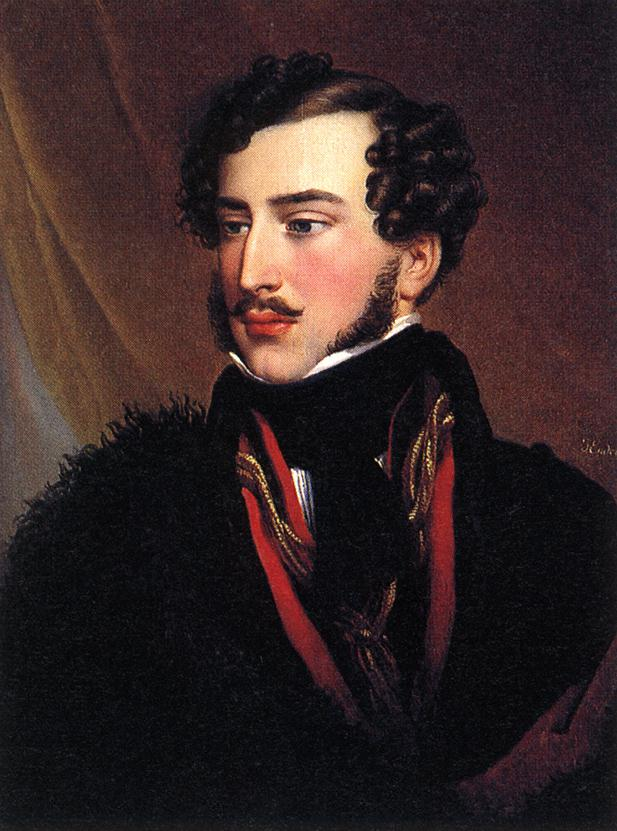
Портрет графа Дьордя Каролі (бл. 1830)
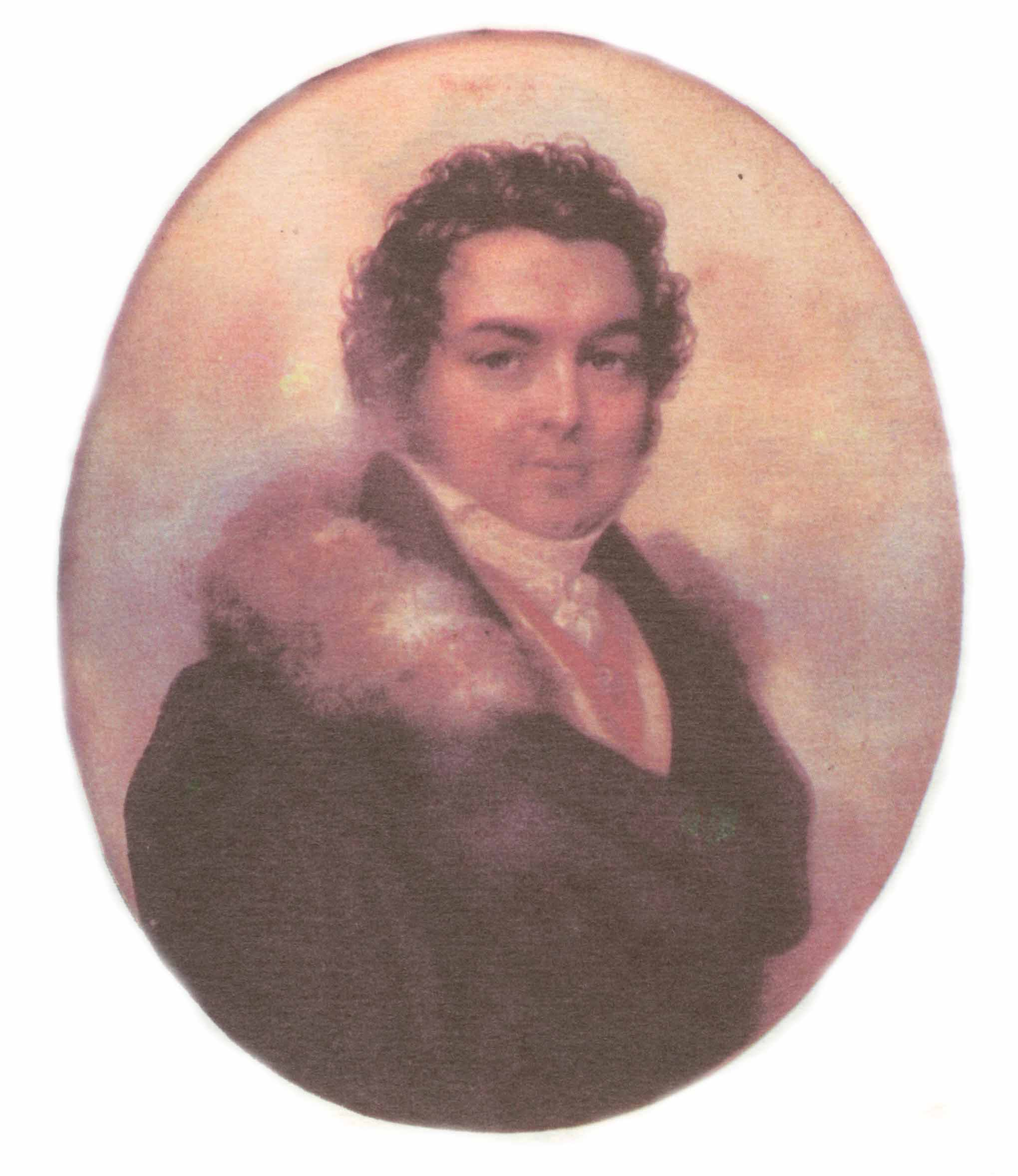
Портрет графа Петра Дмитровича Бутурліна, акварель.